# Église Saint-Martin de Maromme
L'église Saint-Martin est l'église paroissiale de Maromme, en Seine-Maritime. C'est un bâtiment  de style néo-gothique situé au centre de la ville, rue de l'église.  Le chevet s'élève à quelques dizaines de mètres du Cailly. 
Aujourd'hui, Maromme est rattachée à la paroisse Sainte Thérèse de la vallée du Cailly qui couvre également les territoires de Notre-Dame-de-Bondeville, Déville-lès-Rouen et Bapeaume (commune de Canteleu).

## Historique
L'église a été précédée par une autre église déjà dédiée à saint Martin, plus petite et construite vers le XIIIe siècle. Au XIXe siècle, cet édifice était en mauvais état, et en 1836 la chute de la cloche (qui ne fit pas de victimes) incita le conseil de fabrique à envisager la construction d'un nouveau bâtiment, d'ailleurs plus vaste car la commune voyait sa population augmenter du fait de l'essor de l'activité industrielle. 
La décision fut prise en 1852, et le projet confié à l'architecte Jacques-Eugène Barthélémy, qui avait terminé en 1844 la construction  de la basilique Notre-Dame de Bonsecours. L'église Saint-Martin présente plusieurs caractères identiques à cette dernière : style néo-gothique, absence de transept, clocher unique élevé au dessus de la première travée de la nef, programme iconographique des vitraux. Mais ici, le matériau de construction principal est la brique, moins coûteuse, avec quelques parements de pierre blanche (calcaire) pour les ouvertures. La construction fut menée à bien entre 1854 et 1869. Cette année-là, l'église fut bénie le 25 août par le cardinal-archevêque de Rouen, Mgr de Bonnechose.

## Description

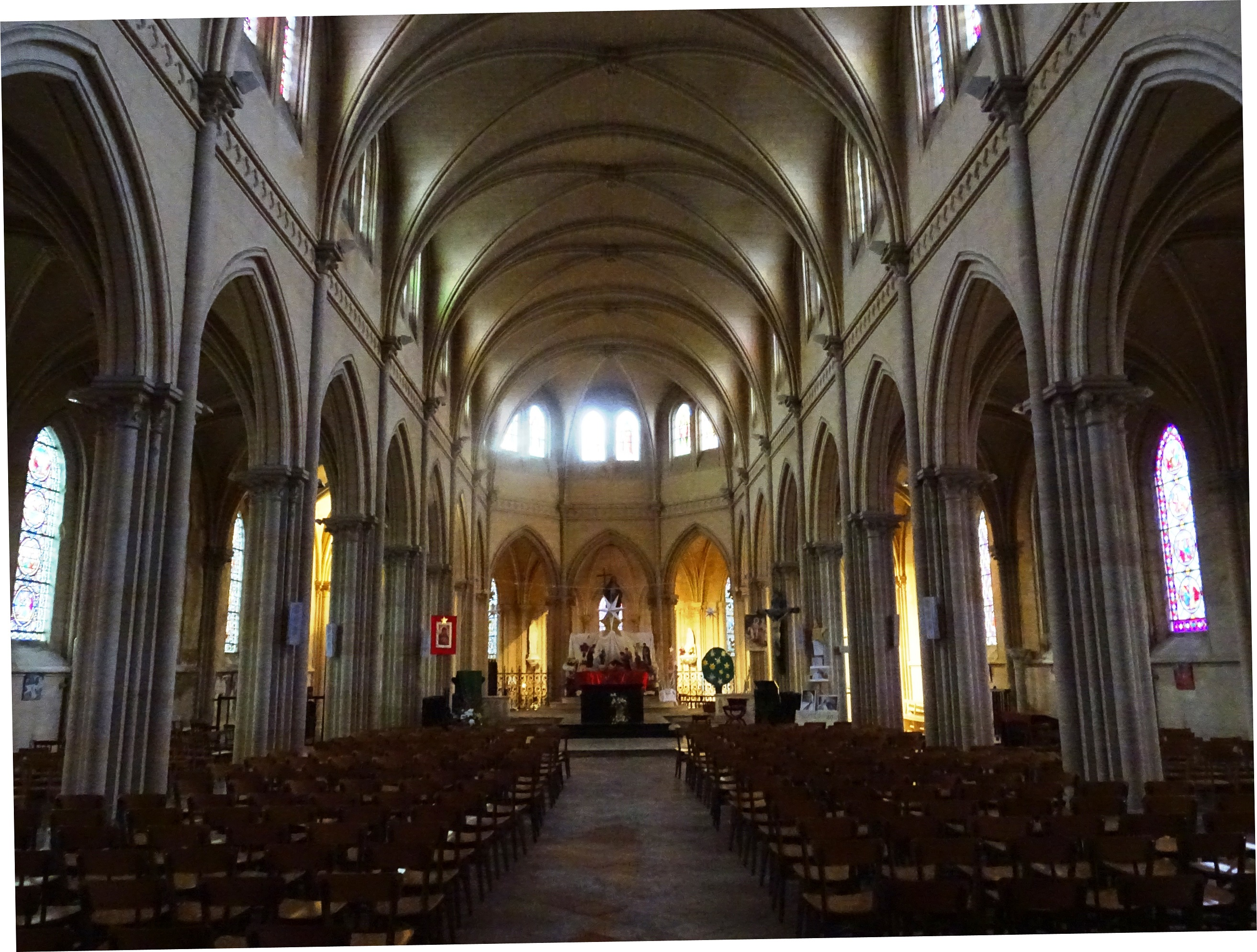
Vue de la nef

L'église de style néo-gothique comporte une nef de sept travées flanquée de bas-côtés, qui se prolonge, sans transept, par le chœur de trois travées surélevé d'une marche, également avec bas-côtés, terminé par une abside polygonale à trois pans avec déambulatoire. Ce dernier sépare le chœur des trois chapelles absidales rayonnantes, celle du centre est consacrée à la Vierge Marie, celle de gauche à Saint Joseph, et celle de droite au Sacré-Cœur de Jésus. 
Un clocher surmonté d’une flèche s'élève au-dessus de la façade occidentale qui comporte un portail central flanqué de deux fenêtres, une fenêtre haute et un oculus (non visibles de l'intérieur). Extérieurement, la décoration est minimale, assurée par les parements de pierre des ouvertures et des motifs en briques plus claires ou plus foncées.
Intérieurement, la première travée de la nef est séparée des travées correspondantes des deux bas-côtés par un mur, délimitant une sorte de narthex. L'entrée effective dans la nef se fait ainsi dans la seconde travée ; elle est située entre  les statues de saint Symphorien et de saint Martin et surplombée par la tribune de l'orgue. L'entrée habituelle est latérale et aménagée dans la troisième travée du bas-côté nord (un portail inutilisé est situé symétriquement dans le bas-côté sud). La porte de la sacristie s'ouvre, côté nord, dans la seconde travée du chœur. 
Dans la première travée des bas-côtés, de part et d'autre du narthex, sont ainsi délimitées deux sortes de chapelles dont l'une, au sud, abrite des plaques commémoratives des anciens combattants de la paroisse. 
L'élévation intérieure comprend les grandes arcades et les fenêtres hautes.

## Mobilier

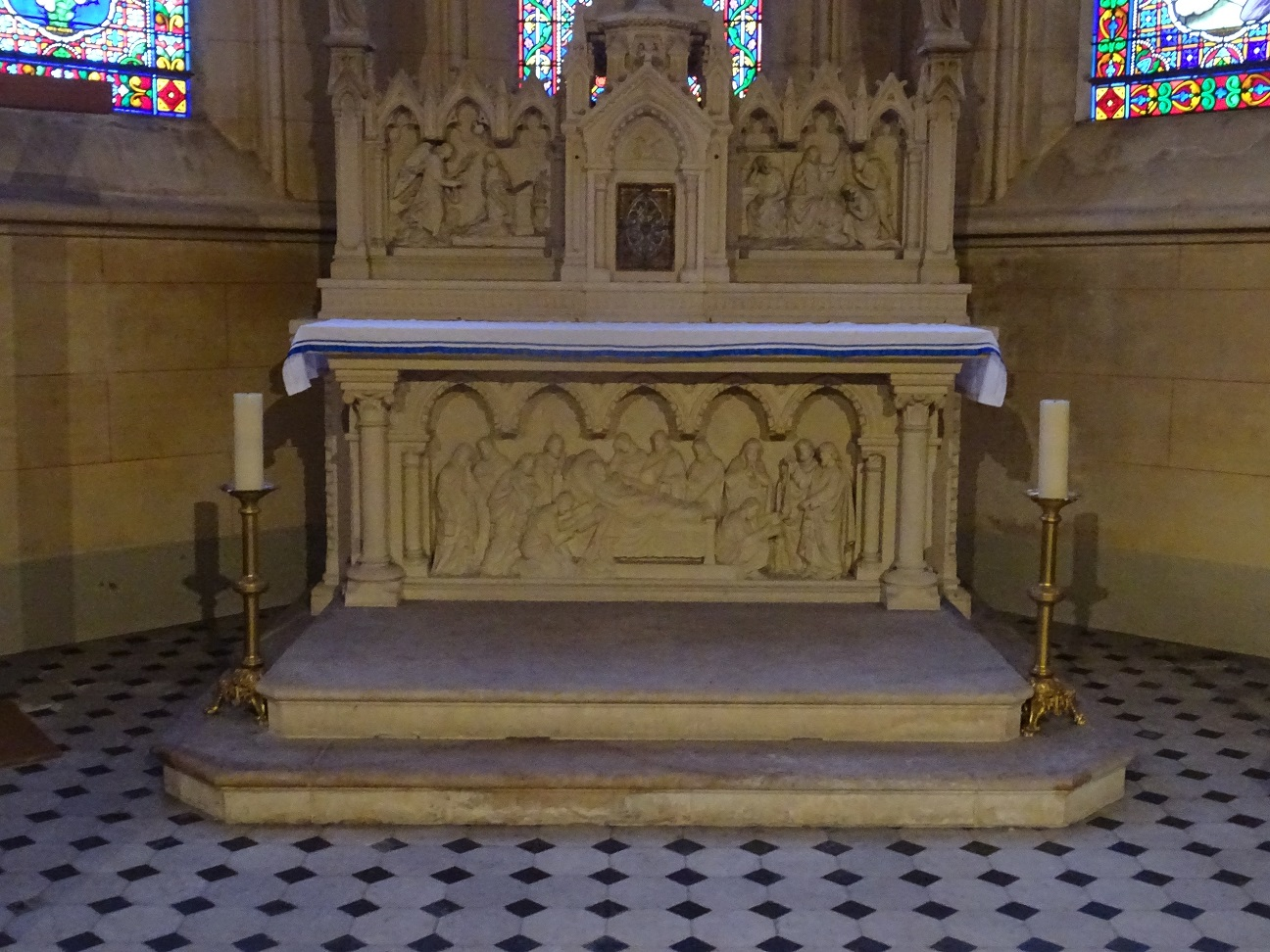
Autel de la Vierge

Des stalles en bois sont placées sur chaque côté du chœur.
Dans la chapelle de la Vierge se trouve un autel offert en 1872 par la famille Berrubé, également donatrice de nombreux vitraux (cf. infra). Cet autel de pierre est orné de bas-reliefs représentant la Dormition de la Vierge et, sur les côtés, la Visitation et la Nativité. L'autel est surmonté d'une statue de la Vierge entourée de l'archange Gabriel et de sa cousine Sainte Élisabeth.

## Vitraux
Toutes les fenêtres de l'église sont garnies de vitraux du XIXe siècle dus au peintre-verrier rouennais Eugène Dalleinne.

### Fenêtres basses

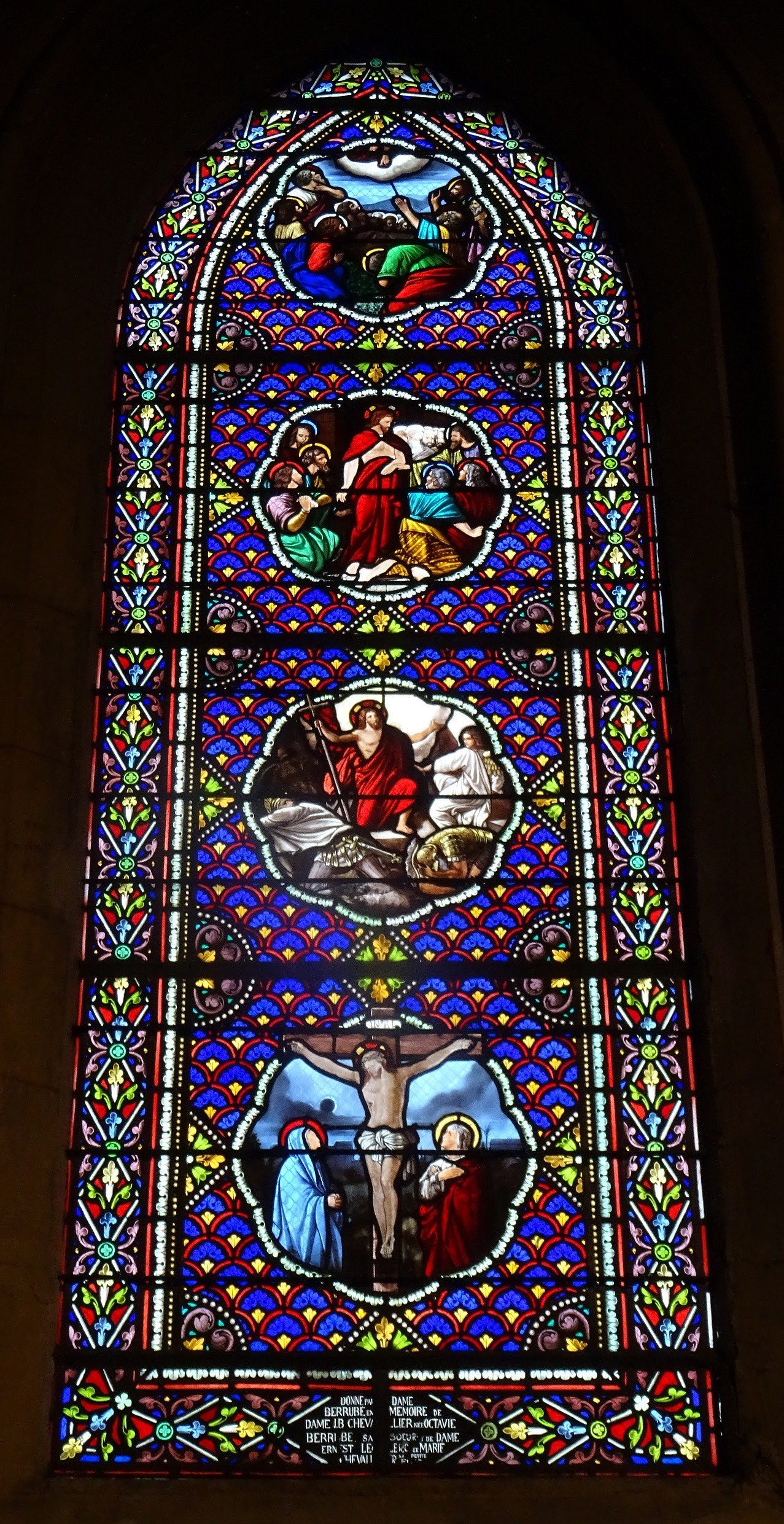
Un des vitraux du chœur

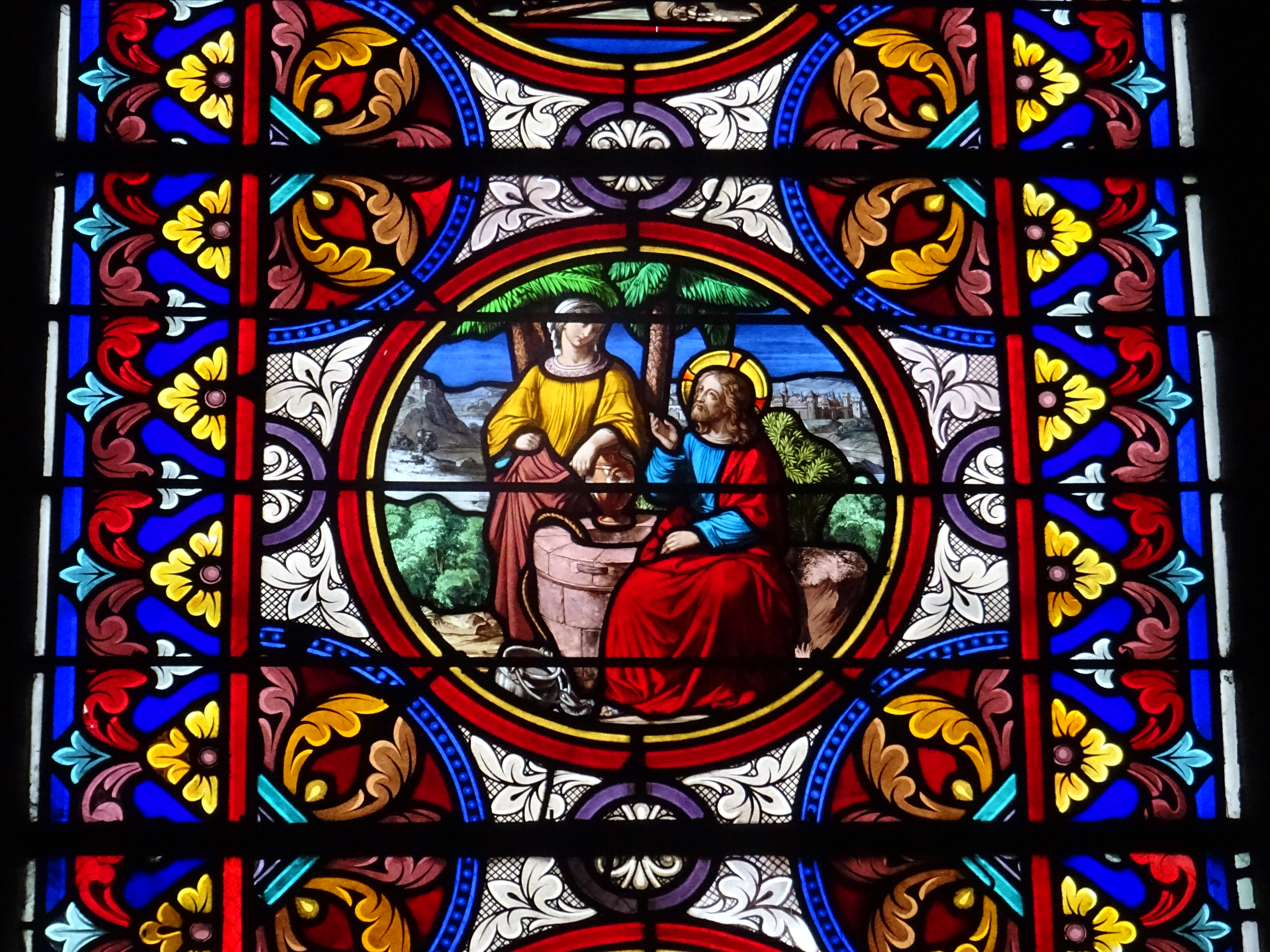
Détail de vitrail avec Jésus et la Samaritaine

Les fenêtres basses du vaisseau principal et celles des trois chapelles rayonnantes sont munies chacune d'un grand vitrail.
Les bas-côtés de la nef comprennent dix-neuf grands vitraux et un de dimensions plus réduites au-dessus de la porte de la sacristie. 
Les chapelles rayonnantes en présentent cinq (chapelles latérales) ou sept (chapelle centrale). 
Chaque grand vitrail présente un décor foisonnant différent autour de quatre médaillons. 
Dans la nef et le chœur, ceux-ci figurent principalement des scènes de la vie et de la mission du Christ, mais aussi de celles de Marie et de ses parents (Anne et Joachim) selon l'apocryphe « Protévangile de Jacques », ainsi que quelques événements choisis dans l'Ancien Testament. 
Dans la chapelle de la Vierge (chapelle axiale) ils illustrent les Litanies de la Vierge.
Dans la chapelle du Sacré-Cœur (côté sud) ils évoquent les aspects de cette dévotion particulière.
Dans la chapelle Saint-Joseph (côté nord), les scènes s'intéressent aux saints Joseph, Martin, Nicolas, Marguerite-Marie (l'initiatrice de la dévotion au Sacré-Cœur de Jésus) et à quelques passages de l'Ancien Testament. 
Plusieurs vitraux du chœur et de la chapelle de la Vierge ont été donnés par des membres de la famille Berrube ; une certaine dame Berrube est d'ailleurs citée comme « bienfaitrice de cette église », et la rue de l'église se prolonge vers le sud sous le nom de « rue Berrube ».

### Fenêtres hautes

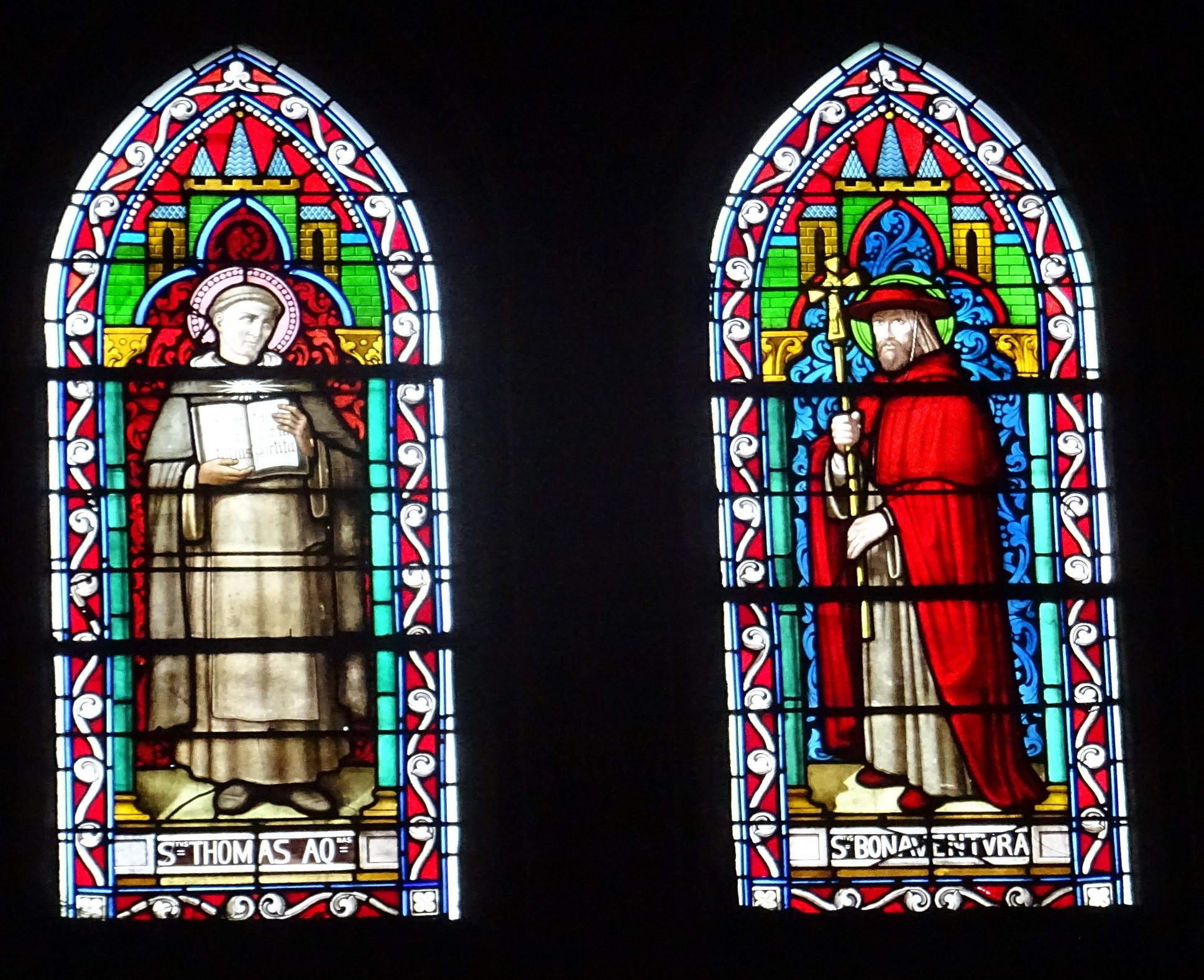
Saint Thomas d'Aquin et Saint Bonaventure

De chaque côté de l'édifice, ainsi que dans l'abside, chacune des travées comporte deux fenêtres garnies de vitraux. 
En partant du bas de la nef, côté nord, sont représentés douze apôtres : Jude, Simon, Matthieu, Barthélémy, Philippe, Jacques le Mineur, Jean, Thomas, Jacques le Majeur, André, Paul et Pierre. 
Leur font face respectivement, côté sud, douze prophètes de l'Ancien Testament : Malachie, Zacharie, Aggée, Habacuc, Michée, Jonas, Amos, Joël, Daniel, Ézéchiel, Jérémie et Isaïe.
La première travée du chœur est consacrée à quatre patriarches : du côté nord, Isaac et Moïse et du côté sud, Abraham et David.
En parcourant les autres travées du chœur dans le sens des aiguilles d'une montre, nous trouvons quatorze docteurs de l'Église; les saints Isidore, Basile, Ambroise, Augustin, Grégoire Ier, Bernard, Thomas d'Aquin, Bonaventure, Anselme, Léon Ier, Pierre Chrysologue, Jérôme, Hilaire et Athanase.

## Orgue

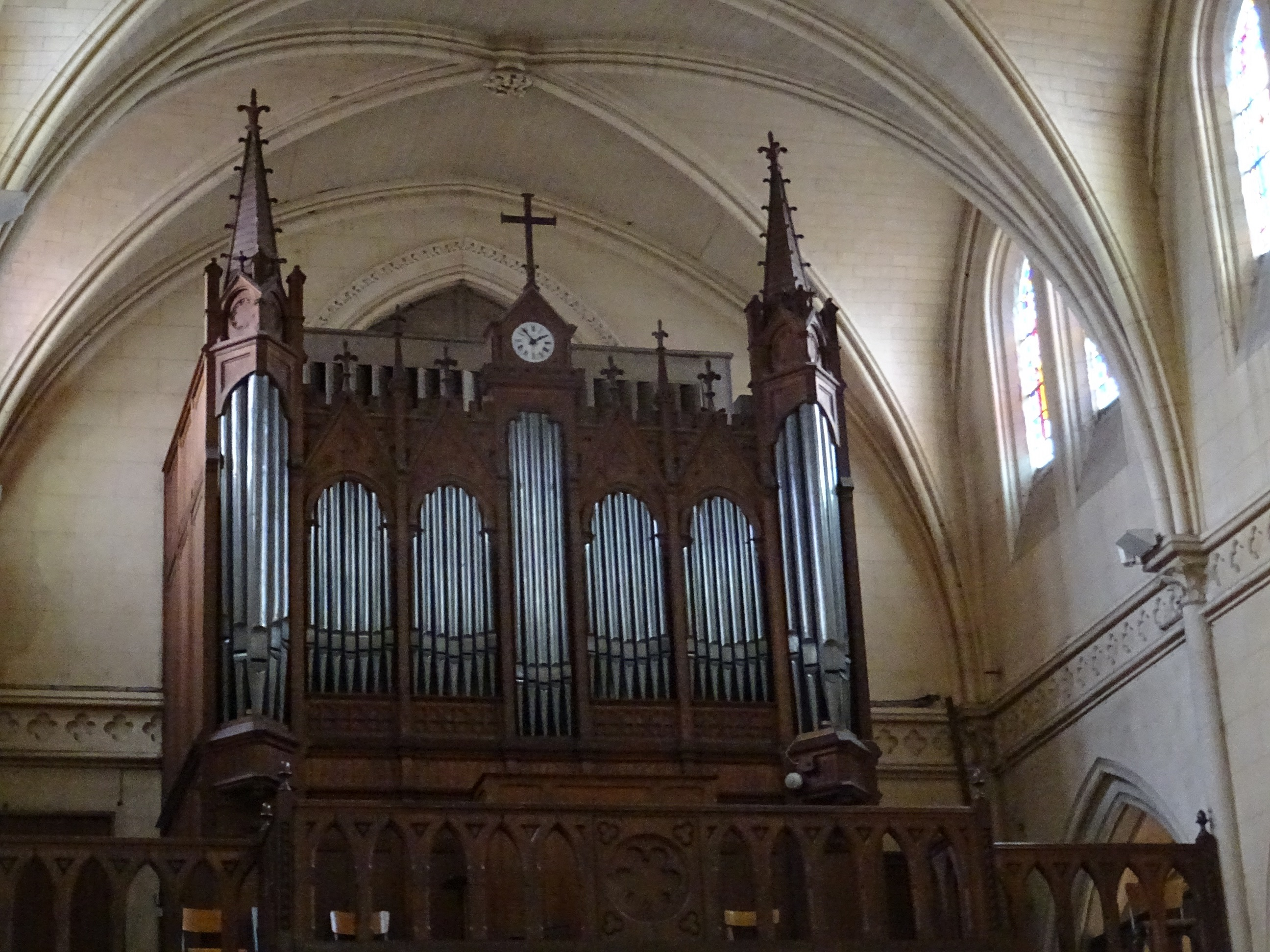

L'orgue a été construit par le facteur rouennais Hubert Krischer en 1882 ; il était situé dans le chœur. 
En 1902, il a été agrandi et déplacé sur une tribune en bois installée à l'entrée de la nef, dans la deuxième travée. 
Il a été l'objet de restaurations par les maisons Mutin-Cavaillé en 1925 et Gervais en 1968, et à nouveau en 2008.
Le tirage des registres est mécanique et la transmission depuis les claviers est pneumatique et électrique. 

### Composition
| I. Grand-Orgue, 56 notes | I. Grand-Orgue, 56 notes | II. Récit expressif, 56 notes | II. Récit expressif, 56 notes | Pédalier, 32 notes | Pédalier, 32 notes |
| Bourdon                  | 16'                      | Cor de nuit                   | 8'                            | Soubasse           | 16'                |
| Bourdon                  | 8'                       | Viole de gambe                | 8'                            | Violoncelle        | 8'                 |
| Montre                   | 8'                       | Flûte harmonique              | 8'                            |                    |                    |
| Salicional               | 8'                       | Voix céleste                  | 8'                            |                    |                    |
| Prestant                 | 4'                       | Flûte octaviante              | 4'                            |                    |                    |
| Doublette                | 2'                       | Octavin                       | 2'                            |                    |                    |
| Quinte                   | 2 2/3'                   | Plein Jeu                     | III                           |                    |                    |
| Trompette                | 8'                       | Trompette harmonique          | 8'                            |                    |                    |
|                          |                          | Clairon                       | 4'                            |                    |                    |
| Basson-hautbois          | 8'                       |                               |                               |                    |                    |

Accessoires :
- Accouplement Récit/Grand Orgue
- Tirasses sur les deux claviers
- Appel des anches au récit et au grand orgue
- Trémolo